# Protypophaemyia townsendi
Protypophaemyia townsendi là một loài ruồi trong họ Tachinidae.